# 2 février dans les chemins de fer
2 janvier 2 mars
Chronologies thématiques
- Croisades
- Sports
- Disney

Cette page concerne les événements qui se sont déroulés un 2 février dans les chemins de fer.

## Événements

### XIXesiècle
- 1870, Grande-Bretagne : ouverture de la gare de Heeley à Sheffield.

### XXesiècle
- 1987, Irlande : la compagnie nationale de transport Córas Iompair Éireann (CIE) est scindée en plusieurs filiales, dont la Iarnród Éireann (Chemins de fer irlandais) chargée de l'exploitation du réseau ferroviaire national.

### XXIesiècle
- x

## Naissances
- 1858, France : François Mercier entrepreneur dans les chemins de fer[1].

## Décès
- x